# Vercingétorix (film, 1909)
Pour l’article homonyme, voir Vercingétorix.
Pour plus de détails, voir Fiche technique et Distribution.
Vercingétorix est un film français produit par Charles Pathé en 1909. 
Ce court-métrage muet en noir et blanc (avec des scènes coloriées) met en scène Vercingétorix, chef de la résistance gauloise contre César en -52.
Il a été projeté pour la première fois le 8 janvier 1909 au cirque d'hiver de Paris.

## Fiche technique
- Titre original : Vercingétorix
- Pays d'origine :  France
- Année : 1909
- Réalisation :
- Société de production : Pathé Frères
- Société de distribution : Pathé Frères
- Langue : français
- Format : Noir et blanc — 35 mm — 1,33:1 — Muet
- Genre : Reconstitution historique
- Longueur de pellicule : 220 mètres dont 170 mètres en couleurs.
- Durée : 10 minutes[2]
- Dates de sortie :
  - France : 8 janvier 1909
  - États-Unis : 5 avril 1909
- Autres titres connus :
  - États-Unis : Gaul's Hero

## Autour du Film
Le film est toujours invisible à ce jour.
Quelques photos coloriées (format cartes postales) apparaissent parfois sur des sites de vente en ligne. On peut y voir plusieurs scènes. Notamment une séquence de bataille entre Gaulois et Romains avec, en amorce, un Vercingetorix imperturbable sur son cheval. Et deux autres séquences avec Vercingetorix face à César dans un camp de soldats romains.
Affublé d'une énorme moustache tombante, d'un casque imposant (avec ailes pour la scène de bataille), très grand et très massif : le Vercingetorix de Charles Pathé reste assez proche de celui popularisé par Aimé Millet et semble dominé chaque scène avec assurance et majesté.
La production semble d'envergure avec un grand nombre de costumes et un travail important sur certains décors. Notamment la reconstitution d'un camp romain et celle d'un colisée.